# Tephrosia adunca
Tephrosia adunca är en ärtväxtart som beskrevs av George Bentham. Tephrosia adunca ingår i släktet Tephrosia och familjen ärtväxter.

## Underarter
Arten delas in i följande underarter:
- T. a. acutifolia
- T. a. adunca
- T. a. guaranitica
- T. a. intermedia
- T. a. rufescens
- T. a. subglabrata